# آلیس دونپورت
آلیس دَوِنپورت (به انگلیسی: Alice Davenport) (زاده ۲۹ فوریه ۱۸۶۴ - درگذشت ۲۴ ژوئن ۱۹۳۶) بازیگر اهل ایالات متحده آمریکا بود.

## گزیدهٔ فیلم‌شناسی
- شورش
- شغل پرماجرای میبل
- رفتار خودسرانه میبل
- نفرین میبل
- عشق جریحه‌دارشده تیلی
- او به شکار می‌رود
- یک عروسی کوچک بی‌سروصدا
- دردسرهای لوک در تراموا
- معاون کلانتر
- نمایش
- رام و کاغذ دیواری
- پسر مامان
- کمی دل‌وجرئت
- یک رومئوی تنومند
- نور نمایانگر
- خودرویی برای یک عروس
- آن گروه موسیقی رگتایم
- شور و اشتیاق سه‌گانه
- همهمه‌ای از ژرفنا
- آن حلقه کوچک طلا
- سقوط چاقالوی بی‌وفا